# DN54A
DN54A este un drum național din România care leagă porturile la Dunăre Corabia și Bechet, trecând prin orașul Dăbuleni.